# Hadena vulcanica
Hadena vulcanica is een vlinder uit de familie uilen (Noctuidae). De wetenschappelijke naam is voor het eerst geldig gepubliceerd in 1907 door Turati.
De soort komt voor in Europa.